# Лунен сън
„Лунен сън“ е дебютният студиен албум на поп певицата Мария Илиева, издаден през 2002 година на аудио касета и компактдиск. Продуциран е от БМК. Той включва 12 песни. Албумът слага началото на самостоятелната кариера на изпълнителката.

## Песни
1. Хаос от мечти
2. Лунен сън
3. All right (с Те)
4. Нищо
5. Шоколад
6. Не търся
7. Па-ра-ра
8. Мен и теб
9. И още нещо
10. Лунен сън (Club Mix)
11. Нищо (Club Mix Re-edit)